# Сороцька сільська рада
Соро́цька сільська́ ра́да — адміністративно-територіальна одиниця та орган місцевого самоврядування в Теребовлянському районі Тернопільської області. Адміністративний центр — село Сороцьке.

## Загальні відомості
- Сороцька сільська рада утворена в 1939 році.
- Територія ради: 3,86 км²
- Населення ради: 942 особи (станом на 2001 рік)
- Територією ради протікає річка Сороцька.

## Населені пункти
Сільській раді підпорядковані населені пункти:
- с. Сороцьке

## Склад ради
Рада складається з 14 депутатів та голови.
- Голова ради: Гринчишин Олег Ярославович
- Секретар ради: Сагаль Ярослава Василівна

### Керівний склад попередніх скликань
| Прізвище, ім'я, по батькові | Основні відомості                                                                                                | Дата обрання | Дата звільнення |
| --------------------------- | --- | ------------ | --------------- |
| Подоляк Йосип Васильович    | Сільський голова, 1962 року народження, освіта середня спеціальна, член Всеукраїнського об'єднання «Батьківщина» | 26.03.2006   | 31.10.2010      |
| Подоляк Йосип Васильович    | Сільський голова, 1962 року народження, освіта середня спеціальна, безпартійний                                  | 31.10.2010   | 02.06.2013      |
| Гринчишин Олег Ярославович  | Сільський голова, 1958 року народження, освіта середня спеціальна, безпартійний                                  | 02.06.2013   |                 |

Примітка: таблиця складена за даними сайту Верховної Ради України

### Депутати
За результатами місцевих виборів 2010 року депутатами ради стали:

#### За суб'єктами висування
| Суб'єкт висування | Кількість обраних депутатів | %   |
| ----------------- | --------------------------- | --- |
| Самовисування     | 14                          | 100 |

#### За округами
| № округу | Прізвище, ім'я, по батькові   | Дата визнання обраним | Освіта  | Партійна приналежність | Відомості про обраного депутата  |
| -------- | ----------------------------- | --------------------- | ------- | ---------------------- | -------------------------------- |
| 1        | Вишньовський Іван Євгенович   | 01.11.2010            | середня | позапартійний          | студент                          |
| 2        | Ріжок Іван Євгенович          | 01.11.2010            | середня | позапартійний          | студент                          |
| 3        | Шведа Володимир Володимирович | 01.11.2010            | середня | позапартійний          | тимчасово не працює              |
| 4        | Гуцалюк Оксана Олегівна       | 01.11.2010            | середня | позапартійна           | тимчасово не працює              |
| 5        | Саган Євген Ігорович          | 01.11.2010            | вища    | позапартійний          | тимчасово не працює              |
| 6        | Найчук Володимир Михайлович   | 01.11.2010            | середня | позапартійний          | студент                          |
| 7        | Сагаль Ярослава Василівна     | 01.11.2010            | вища    | позапартійна           | Сороцька сільська рада, секретар |
| 8        | Гавдьо Ярослав Михайлович     | 01.11.2010            | середня | позапартійний          | тимчасово не працює              |
| 9        | Шварчовський Ігор Степанович  | 01.11.2010            | середня | позапартійний          | тимчасово не працює              |
| 10       | Погорілець Олег Олександрович | 01.11.2010            | середня | позапартійний          | студент                          |
| 11       | Шварчовський Іван Іванович    | 01.11.2010            | середня | позапартійний          | тимчасово не працює              |
| 12       | Котик Євген Васильович        | 01.11.2010            | середня | позапартійний          | тимчасово не працює              |
| 13       | Соколовський Павло Львович    | 01.11.2010            | середня | позапартійний          | тимчасово не працює              |
| 14       | Назар Мирослав Євгенович      | 01.11.2010            | середня | позапартійний          | тимчасово не працює              |